# Coelogyne chlorophaea
Coelogyne chlorophaea är en orkidéart som beskrevs av Rudolf Schlechter.
Coelogyne chlorophaea ingår i släktet Coelogyne och familjen orkidéer. Artens utbredningsområde är Sulawesi. Inga underarter finns listade i Catalogue of Life.